# Аянське водосховище
Аянське водосховище (крим. Ayan yapma gölü) — водосховище на річці Аян в Сімферопольському районі Криму. Обсяг водосховища — 3,9 млн м³, площа дзеркала — 0,4 км², максимальна глибина — 24,5 м, висота над рівнем моря 404,1 м. Водосховище було збудоване у 1929 році. Призначене для водопостачання Сімферополя. Поруч з ним розташовуються села — Зарічне, Перевальне.